# Lilya and shadows of war
릴랴와 전쟁의 그림자(Lilya and shadows of war)는 개발자 라시드 아부에이데(Rasheed Abueideh)가 만든 어드벤처 게임이다. 그림과 일러스트는 웨다드 일샤이드(Wedad Irshaid)가 맡았으며 애니메이션은 사라 샤와(Sarah Shawwa)가 음악은 조르게 멘데크(Jorge Méndez)가 맡았다.
개발자 라시드 아부에이가 가자 지구에서 일어난 전쟁 사진을 보게 되면서 게임을 만들었다고 한다.
2016년 5월 18일에 Google Play Store 에 출시되었으며 실제 2014년에 팔레스타인 가자 지구에서 발생한 전쟁을 배경으로 하였으며 스토리는 릴랴(Lilya)의 가족들이 전쟁터를 벗어나는 이야기이다.

## 게임 플레이
게임에서 일어나는 사건들은 모두 실제 일어났었던 사건들을 바탕으로 진행이 된다.
게임은 어두운 바탕의 간단한 그래픽과 비교적 간단한 방향키로 플레이를 하며 등장인물들의 대화와 그에따른 선택지로 플레이를 진행한다.
플레이 타임이 짧으며 난이도 역시 높은 편이 아니라 플레이 하는데에 큰 어려움이 없으나 플레이 중간중간 마다 나오는 폭력적인 장면 때문에 Google Play Store 의 심의 등급에는 과격한 폭력이라는 이유로 만 17세 이상이라는 심의 등급을 받았다.

## 평가
플레이 이후에 유저들의 평은 전쟁의 참혹성을 잘 표현 했다라는게 주된 평가이다.
이밖에도 개발자 사이트에서 여러 전문가들의 평이 써져 있다.
카네기멜론대학의 교수 제스 쉘(Jesse Schell)은 "I was really impressed, I was definitely emotionally moved by it, it was beautiful and engaging. After a few interactions I was intrigued and it won me over."라고 평했다.
Vlambeer의 공동 설립자 라미 이스마일(Rami Ismail)은 "Liyla is a brave personal game about the invasion of Gaza, both an exploration of what games can communicate and a plea for help from someone actually affected by the reality the game sketches."라고 평했다.
게임 디자이너 이자 디지털 아티스트 인 히서 켈리(Heather Kelley)는 "Liyla - this game troubles the mind, and touches the heart. I had tears in my eyes."라고 평했다.
어 메이즈(A MAZE)의 페스티벌 감독인 토르스튼 S. 위데만(Thorsten S. Wiedemann)은 "Liyla is a short, but emotional very strong anti war experience, a time document that leaves you alone stunned, sad and angry. A must play."라고 평했다.
트릴스 엔터테인먼트 (Trilith Entertainment)의 공동 설립자이자 매니징 감독인 알렉스 나미르(Alex Namir는 "On the cross road between serious and casual games, you can find brave attempts to tell true stories in playful means. A truly interactive way to experience the journey of a man in a war zone, where all the odds are against his survival."라고 평했다.

## 수상
국제 모바일 게이밍 어워드에서 중동 북아프리카 보관됨 2018-06-18 - 웨이백 머신 부문에서 최고의 스토리텔상을 받았다.
Reboot Develop에서 인디 어워드(Indie award) 부문에서 2016년 시각적 우수상을 받았다.
GDWC에서 진지한 범주 3위(Serious Category Third Place) 부문에서 2016년에 상을 받았다.

## 공식 선택
Indie Prize: Best in Show & Most Innovative Game.
Indie Prize: Best Game Narrative.
AzPlay: Best Idea Finalist.
IndieCade Festivel: Official Selection.
IndieCade Europe: Official Selection.
PGC Vancouver - Big Indie Pitch: Official Selection.
A MAZE Johannesburg Exhibition: Official Selection.
A MAZE Berlin Exhibition: Rainbow Selection.
Casual Connect - Asia Showcase: Official Selection.
Game Happens: Official Selection.

## 같이 보기
- 가자 전쟁
- 개발자 사이트

## 인용 출처
1. ↑  “Home”. 2018년 6월 21일에 확인함.
2. ↑  “Home”. 2018년 6월 21일에 확인함.
3. ↑  “Home”. 2018년 6월 21일에 확인함.
4. ↑  “Home”. 2018년 6월 21일에 확인함.
5. ↑  “Home”. 2018년 6월 21일에 확인함.
6. ↑  “Press Kit”. 2018년 6월 21일에 원본 문서에서 보존된 문서. 2018년 6월 21일에 확인함.